# جيمس باتريك ماهوني
جيمس باتريك ماهوني هو قسيس كندي، ولد في 7 ديسمبر 1927 في ساسكاتون في كندا، وتوفي في 2 مارس 1995.